# Batman: The Animated Series
Batman: The Animated Series er en amerikansk animations-tv-serie, der har vundet Emmys to gange. Den blev sendt fra 1992-1995 og var baseret på DC Comics superhelt Batman. Den blev udviklet af Bruce Timm og Eric Radomski og produceret af Warner Bros. Animation. Serien fik flere spillefilm baseret på tv-serien blandt andet Batman: Mask of the Phantasm, Subzero, Batman: Mystery of the Batwoman og en opfølgende ved navn Fremtidens Batman. Serien var også den første i kontinuiteten i det fælles DC animated universe, der skabte yderligere animerede tv-serier, tegneserier og videospil med det meste af det samme kreative talent.
Serien blev rost for dens tematiske kompleksitet, mørkere tone, kunstneriske kvalitet, film noir æstetik og modernisering af dets hovedkarakterens kriminalitetsbekæmpende oprindelse. IGN.com opregnede Batman: The Animated Series som den bedste tilpasning af Batman overalt udenfor tegneserier, den bedste tegneserie tv-serie nogensinde  og den næstbedste animerede serie nogensinde (efter The Simpsons).  Wizard Magazine rangerede den også som nr. 2 af de største animerede tv-serier nogensinde (igen efter The Simpsons). TV Guide rangerede den, som den syvende bedste tegneserie nogensinde.
Serien anses for at have spillet en vigtigt rolle for at have givet animerede actionserier mørkere og seriøsere, og kunne tilegne sit et ældre publikum, men anses samtidigt som børnevenlig.

## Overblik
Serien fik indflydelse fra Tim Burtons live-actionfilm Batman (1989) og Batman Returns (1992) og den anerkendte Superman tegnefilmsserie produceret af Fleischer Studios i begyndelsen af 1940'erne. Ved udformningen af serien udgjorde skaberne Bruce Timm og Eric Radomski Burton-filmens "tidløshed", der inkorporerede perioden som sort-hvide titelkort, politiets luftskibe (selvom der ikke eksisterede dette, har Timm sagt, at han fandt på det for at tilpasse det seriens stil) og et "vintage" farveskema med film noir elementer.
Seriens visuelle stil var baseret på Radomski's artwork, og Gotham City's gotiske udseende blev afledt af hans oprindelige design. Derudover udstedte Radomski en stående ordre til animationsafdelingen om at alle baggrunde skulle males ved hjælp af lyse farver på sortpapir (i modsætning til industristandarden for mørke farver på hvidt papir). Den karakteristiske visuelle kombination af "noir" billeder og Art Deco design blev kaldt "Dark Deco" af producenterne.
Serien startede først med en variation af musik skrevet af Danny Elfman til Burton-filmene som tema; senere afnist af serien brugte et nyt tema med en lignende stil af Shirley Walker (Walker var lejlighedsvis Elfmans leder for film, som de samarbejdede med). Seriens soundtrack blev påvirket af Elfman og Walker's arbejde på Burton-filmene, samt musik fra 1940'ernes film noir.
Serien er mere voksenorienteret end tidligere superhelte-tegnefilm. Den viser rent fysisk vold mod antagonister, herunder realistiske skydevåben (selv om kun én karakter, kommissær Gordon, afbildes for at være blevet skudt i afsnittet "Jeg er natten"). Førstegangsproducenterne Timm og Radomski stødte på modstand fra studielederne, men succesen fra Burtons første film gjorde det muligt for embryonale serier at overleve tilstrækkeligt lang tid til at producere pilotafsnittet "On Leather Wings", som ifølge Timm "got a lot of people off our backs". Under serieproduktionen skrev producent Alan Burnett en stille episode (uden dialog) med titlen "Silent Night" for at udforske mere af Batmans seksuelle liv, men det blev aldrig produceret. Burnett havde også til hensigt at lave en episode med en kvindelig vampyr, der ville bide Batman for at suge sit blod, men planerne blev aldrig realiseret.
Serien er også bemærkelsesværdig for dens stemmeskuespillere - en række kendte skuespillere gav stemmer til forskellige klassiske skurke, især Mark Hamill (tidligere berømt for sin rolle som Luke Skywalker i den oprindelige Star Wars-trilogi), som senere fandt succes i stemmeskuespil takket være hans "muntert forvænnede" skildring af Jokeren. Rollen blev oprindeligt givet til Tim Curry, men han udviklede bronkitis under de første optagelsessessioner. Optagelsessessionerne, under tilsyn af stemmeinstruktør Andrea Romano, blev optaget sammen med skuespillerne sammen i et studie i stedet for at tage separate optagelser, hvilket, der gøres normalt. Denne metode blev senere anvendt til alle efterfølgende serier i DC's animerede univers. Al Pacino fik muligheden for at lægge stemme til Tofjæs i serien, men han afviste tilbuddet. Andre bemærkelsesværdige skuespillere omfattede Ron Perlman som Leransigt, Roddy McDowall som den skøre hattemager, David Warner som Ra's al Ghul, Michael York som Count Vertigo og George Dzundza som Bugtaler.
En af seriens mest kendte opfindelser er Jokerens assistent, Harley Quinn, som blev så populær at DC Comics senere tilføjede hende til den almindelige Batman-tegneserie-kontinuitet. Pingvinen gennemgik en forandring til serien; hans udseende blev ombygget efter versionen set i Batman Returns, som var i produktion samtidig med seriens første sæson. Nyt liv blev også givet til mindre kendte karakterer i serien som Tidskongen. Derudover blev der foretaget dramatiske ændringer hos andre skurke som Leransigt og Mr. Freeze, som blev ændret fra en gal videnskabsmand til en tragisk figur, hvis "frigide udvendige" [skjulte] en tabt kærlighed og hævngerrigt raseri".

## Karakterer
Nye skurke som Red Claw, ninjan Kyodai Ken, Tygrus og Sewer King optrådte i serien, men blev ikke så populære. Mere fremgangsrig blev præsentationen af Harley Quinn (Jokerens sidekick), detektiv Renee Montoya og den psykopatiske Lock-Up, som alla blev figurer i serie-udgivelserne.

### Bruce Wayne
En af de mest bemærkelsesværdige ændringer i The Animated Series er behandlingen af Batmans alter ego, Bruce Wayne. I næsten alle andre medier, herunder tegneserier, tv-seirer og film, spiller Bruce bevidst sit billede som en vakuum, selvabsorberet og ikke-for-klog playboy-millionær. I The Animated Series er hans karakter assertiv, ekstremt intelligent og aktivt involveret i ledelsen af Wayne Enterprises uden at bringe hans hemmelige identitet i fare. For eksempel: I episoden "Evig Ungdom" vises Bruce vredt beordre en af sine direktører til at annullere en aftale med et træfirma i Amazonas regnskov, der var blevet lavet bag hans ryg og truet ham med opsigelse ved manglende overholdelse.
Kevin Conroy anvendte forskellige stemmer for at skelne mellem hans skildring af Bruce Wayne og Batman, en taktik, der tidligere blev brugt af Michael Keaton i Tim Burtons live-actionfilm. Peter Aude anvender ligeledes samme stemmemetode sin fremstilling af protagonisten i den danske udgave.

## Rolleliste
| Karakter                                  | Originalstemme                    | Dansk originalstemme          |
| ----------------------------------------- | --------------------------------- | ----------------------------- |
| Batman / Bruce Wayne                      | Kevin Conroy                      | Peter Aude                    |
| Alfred Pennyworth                         | Clive Revill Efrem Zimbalist, Jr. | Esper Hagen                   |
| Robin / Dick Grayson                      | Loren Lester                      | Anders Peter Bro              |
| Batgirl / Barbara Gordon                  | Melissa Gilbert                   | Pauline Rehné                 |
| James "Jim" Gordon                        | Bob Hastings                      | Nis Bank-Mikkelsen            |
| Harvey Bullock                            | Robert Costanzo                   | Esper Hagen                   |
| Jokeren / Jack Napier                     | Mark Hamill                       | Lars Thiesgaard               |
| Pingvinen / Oswald Chesterfield Cobblepot | Paul Williams                     | Esper Hagen                   |
| Catwoman / Selina Kyle                    | Adrienne Barbeau                  | Malin Berghagen Pauline Rehné |
| Gækkeren / Edward Nygma                   | John Glover                       | Esper Hagen                   |
| Mr. Freeze / Dr. Victor Fries             | Michael Ansara                    | Anders Peter Bro              |
| Tofjæs / Harvey Dent                      | Richard Moll                      | Nis Bank-Mikkelsen            |
| Brændenelly / Dr. Pamela Lillian Isley    | Diane Pershing                    | Pauline Rehné                 |
| Harley Quinn / Dr. Harleen Quinzel        | Arleen Sorkin                     | Pauline Rehné                 |
| Fugleskræmsel / Dr. Jonathan Crane        | Henry Polic II                    | Esper Hagen                   |
| Killer Croc / Waylon Jones                | Aron Kincaid                      | Nis Bank-Mikkelsen            |
| Bane                                      | Henry Silva                       | Esper Hagen                   |
| Den Skøre Hattemager / Jervis Tetch       | Roddy McDowall                    | Lars Thiesgaard               |
| Leransigt / Matt Hagen                    | Ron Perlman                       | Esper Hagen                   |
| Rupert Thorne                             | John Vernon                       | Lars Thiesgaard               |
| Man-Bat / Dr. Kirk Langstrom              | Marc Singer                       | Lars Thiesgaard               |
| Bugtaler / Arnold Wesker                  | George Dzundza                    | Lars Thiesgaard               |
| Ra's al Ghul                              | David Warner                      | Lars Thiesgaard               |
| Renee Montoya                             | Ingrid Oliu Liane Schirmer        | Pauline Rehné                 |
| Summer Gleeson                            | Mari Devon                        | Pauline Rehné                 |
| Dr. Leslie Tompkins                       | Diana Muldaur                     | Pauline Rehné                 |
| Borgmesteren Hamilton Hill                | Lloyd Bochner                     | Lars Thiesgaard               |
| Zatanna                                   | Julie Brown                       | Pauline Rehné                 |
| Røde Klo                                  | Kate Mulgrew                      | Ann Hjort                     |
| Clock King / Temple Fugate                | Alan Rachins                      | Anders Peter Bro              |
| Talia al Ghul                             | Helen Slater                      | Pauline Rehné                 |

### Indflydelse
På grund af Batmans: The Animated Series succes fortsatte mange fra produktionsholdet med at designe og producere Superman: The Animated Series til WB Network. I løbet af denne tid skabte de The New Batman Adventures, som fremhævede den samme strømlinede animationsstil som Superman: The Animated Series, samt talrige tegnreformeringer fra den oprindelige serie på trods af at de fandt sted i samme kontinuitet.
I 1999 præsenterede en futuristisk spin-off-serie med titlen Fremtidens Batman med premiere på The WB, med en teenager ved navn Terry McGinnis, der overtog Batmans opgaver under ledelse af en ældre Bruce Wayne. I 2001 fik Justice League animerede tv-serie premiere på Cartoon Network, med Batman som en af de grundlæggende medlemmer af Leaguen. Dette blev videreført i 2004 af Justice League Unlimited, med en stærkt udvidet liga. Mange DC-tegneserier, der ikke er relateret til det større DC-animerede univers, såsom Teen Titans og The Batman, fremhævede også tegndesigner, der var stærkt påvirket af Bruce Timms.
Det dramatiske manuskript og stiliserede kunst i Batman: The Animated Series adskiller den fra traditionelle tegneseriebaserede tegnefilm. Det kan betragtes som den dramatiske ækvivalent af flere voksenorienterede tegneserier som The Simpsons. Af denne grund opholder seriens popularitet (sammen med dens forskellige spin-offs) sig blandt et ældre publikum og tegneseriefans.
Legominifigure af forskellige Batman-karraktere er stærkere baseret på design fra Batman:The Animated Series end nogen anden form for Batman medier. Mere præcist synes Jokeren, Toansigt, Poison Ivy, Mr. Freeze og Harley Quinn's minifigurer at have identiske kostumer og ansigter til tegnene fra serien.
Den mørke atmosfære, modne temaer og endda nogle af stemmeskuespillerne fra serien er ansat i Batman: Arkham videospilserien. Desuden repræsenterer Kevin Conroy sin rolle som Batman, og de to første spil er medskrevet af seriens veteran Paul Dini. Batman's design og kostume i The Animated Series er også omtalt som en alternativ hud i Batman: Arkham City. Disse skins er tilgængelige som downloadbart indhold; de var også tilgængelige i forudbestillinger hos GameStop og et gyldigt medlemskab til Power-Up Rewards. Der er også animerede inspirerede alternative skins til Catwoman, Nightwing og Robin.

## Hjemmevideo-udgivelser
Hele serien blev udgivet på DVD i region 1 den 4 november 2008. Den er også blevet udgivet på VHS og DVD i Danmark.

## Internationale udsendelser
Tv-serien blev første gang i Danmark vist i Snurre Snups Søndagsklub på TV2 i 1994 og senere TV2 Zulu.

### Fodnoter
1. ↑  "Batman: The Animated Series" (engelsk). TV.com. Arkiveret fra originalen 15. december 2015. Hentet 19. december 2015.
2. ↑  "The Greatest Comic Book Cartoons of All Time" Arkiveret 29. maj 2012 hos  Wayback Machine. IGN. January 26, 2007. Retrieved May 31, 2011.
3. ↑  "Top 10 Comic to TV Adaptations". IGN. 21. juni 2007. Arkiveret fra originalen 27. juni 2015. Hentet 30. juli 2015.
4. ↑  "2. Batman: The Animated Series". IGN. Arkiveret fra originalen 25. september 2015. Hentet 30. juli 2015.
5. ↑  "IGN's "100 Greatest Animated Series of All Time"". IMDB. 26. marts 2013. Arkiveret fra originalen 2. august 2015. Hentet 30. juli 2015.
6. ↑  Rich Sands (24. september 2013). "TV Guide Magazine's 60 Greatest Cartoons of All Time". TV Guide. Arkiveret fra originalen 29. juli 2015. Hentet 30. juli 2015.
7. ↑  Megan (22. februar 2017). "How Batman: The Animated Series Changed Cartoons Forever" (engelsk). Medium. Arkiveret fra originalen 14. februar 2021. Hentet 10. april 2018.
8. ↑  Batman-On-Film Arkiveret 22. juli 2010 hos  Wayback Machine, Batman: The Animated Series.
9. ↑  "Batman: The Animated Series - Volume 1". DVD Talk. Arkiveret fra originalen 23. november 2010. Hentet 16. august 2010.
10. 1 2  Bruce Timm and Eric Radomski, audio commentary for "On Leather Wings", Batman: The Animated Series, Warner Bros, Volume One box set DVD.
11. ↑  Batman: The Animated Series Arkiveret 4. juni 2011 hos  Wayback Machine, an explanation of "Dark Deco".
12. ↑  "The World's Finest - Batman: The Animated Series". www.worldsfinestonline.com. Arkiveret fra originalen 13. juni 2018. Hentet 30. juni 2018.
13. ↑  "An Interview With Mark Hamill". Animation World Magazine. Arkiveret fra originalen 12. oktober 2007. Hentet 14. oktober 2007.
14. ↑  Lis, Martin (2. september 2017). "Exclusive: Tim Curry Reveals Why Mark Hamill Replaced Him as JOKER". ScreenGeek. Arkiveret fra originalen 6. september 2017. Hentet 6. september 2017.
15. ↑  About_faceswrote, 2012-01-24 16:40:00 About_faces About_faces 2012-01-24 16:40:00. "The Origins of (the Origins of) Harvey Dent in "Batman: The Animated Series"". Arkiveret fra originalen 8. januar 2015. Hentet 30. juni 2018.
16. ↑  "FOR YOUNG VIEWERS; Introducing an Old-Time Hero To a New Generation". New York Times. 19. september 2004. Arkiveret fra originalen 11. november 2012. Hentet 12. august 2010.
17. ↑  Lego Arkiveret 26. august 2010 hos  Wayback Machine, Batman Story.
18. ↑  Batman: Arkham Asylum Arkiveret 21. juli 2010 hos  Wayback Machine, game overview.
19. ↑  "Pre Order Batman Arkham City". GameStop. Arkiveret fra originalen 8. oktober 2011. Hentet 8. oktober 2011.
20. ↑  "Batman: The Animated Series - The Complete Animated Series" (engelsk). TV Shows on DVD. 4. november 2008. Arkiveret fra originalen 22. maj 2013. Hentet 25. april 2018.